# Helicodontium compactum
Helicodontium compactum là một loài Rêu trong họ Myriniaceae. Loài này được Thér. mô tả khoa học đầu tiên năm 1932.